# Tacciana Wanina
Tacciana Uładzimirauna Wanina (biał. Таццяна Уладзіміраўна Ваніна, ros. Татьяна Владимировна Ванина, Tatjana Władimirowna Wanina; ur. 30 stycznia 1960 w Postawach) – białoruska działaczka społeczno-polityczna; członkini Białoruskiego Frontu Ludowego „Odrodzenie”, wyrażająca poglądy opozycyjne wobec przywódcy Białorusi Alaksandra Łukaszenki; inżynier.

## Życiorys
Urodziła się 30 stycznia 1960 roku w Postawach, w obwodzie witebskim Białoruskiej SRR, ZSRR. W 1982 roku ukończyła studia na Wydziale Samochodowo-Traktorowym Białoruskiego Państwowego Instytutu Politechnicznego. W tym samym roku podjęła pracę jako inżynier BHP w Bazie Samochodowej Nr 15 w Dzierżyńsku. W latach 1982–1993 zmieniała stanowiska od kontrolera w dziale kontroli technicznej do inżyniera konstruktora w Zakładzie Doświadczalno-Mechanicznym w Dzierżyńsku. W latach 1993–1994 była bezrobotna. W roku 1995 była agentką ds. sprzedaży w firmie „Biprojekt” w Mińsku. W latach 1995–1996 pracowała jako kierowniczka działu sprzedaży komputerów w firmie „Biełkopirsnab”. Od 1997 roku była kierowniczką działu w gazecie „Biełaruskaja Maładziożnaja”.
Tacciana Wanina była zaangażowana politycznie i społecznie. Działała w organizacjach o charakterze narodowo-demokratycznym, opozycyjnych wobec prezydenta Alaksandra Łukaszenki. Od 1997 roku do momentu rozwiązania na wniosek Ministerstwa Sprawiedliwości Białorusi pełniła funkcję przewodniczącej Białoruskiego Ruchu Kobiecego „Adradżeńnie Ajczyny”. W latach 1997–1999 wchodziła w skład Sejmu Białoruskiego Frontu Ludowego „Odrodzenie” (BFL; organu zarządzającego). Za organizację akcji „Przeciwko głodowi i biedzie” została skazana na mocy prezydenckiego dekretu nr 5 na grzywnę 30 milionów rubli białoruskich (wówczas równowartość ok. 1000 dolarów amerykańskich). Po tym zdarzeniu porzuciła pracę w firmie, nie chcąc narażać kolegów na represje, i skupiła się na działalności politycznej i społecznej. W czasie wyborów prezydenckich w 1999 roku pracowała w ekipie Michaiła Czyhira. Przewodniczący BFL Zianon Pazniak, który był drugim kandydatem w tych wyborach, uznał to za przejaw nielojalności i polecił odebrać jej miejsce w Sejmie BFL. Tacciana Wanina pełniła też obowiązki zastępczyni przewodniczącego komitetu organizacyjnego Białoruskiej Partii Pracy.

## Życie prywatne
Tacciana Wanina jest mężatką, na dwoje dzieci.